# Antifascistiska kampdagen
Antifascistiska kampdagen (kroatiska: Dan antifašističke borbe) är en allmän helgdag i Kroatien som årligen högtidlighålls den 22 juni. Datumet är årsdagen för grundandet av Sisaks första partisanenhet den 22 juni 1941. Partisanenheten var den första beväpnade motståndsgruppen under andra världskriget i den då Oberoende staten Kroatien som motsatte sig tyska och italienska ockupationsstyrkor och kroatiska nazistkollaboratörer.
I det traditionella högtidligthållandet ingår vanligtvis att politiska dignitärer lägger kransar vid Brezovicas minnespark i Brezovica-skogen utanför Sisak där Sisaks första partisanenhet grundades.     

### Fotnoter
1. 1 2 3 4  Sabor.hr Arkiverad 17 november 2015 hämtat från the Wayback Machine. - Kroatiska parlamentets officiella webbplats (engelska)